# Санта-Каталина (остров, Сеута)
Санта-Каталина (исп. Isla de Santa Catalina) — в прошлом небольшой скалистый остров в южной части Гибралтарского пролива Средиземного моря. Был расположен в 250 м от африканского материка (полуостров Альмина). Территория острова входит в состав автономного города Сеута в Испании. Постоянного населения нет.
На бывшем острове расположена небольшая круглая береговая батарея, в XVIII веке использовавшаяся в качестве тюрьмы, ныне памятник культурного наследия.
До середины XIX века остров часто посещался рыбаками и считался весьма опасным местом из-за прибрежных течений. Воды близ острова использовались для утопления старых лошадей и мулов из Сеуты, что способствовало прикормке рыб.
В 1980-е и 1990-е годы остров служил местом хранения твёрдых бытовых отходов, вследствие большого количества которых пролив, отделяющий остров от Альмины, исчез. В настоящее время свалка закрыта, ведутся работы по её герметизации.

## Галерея

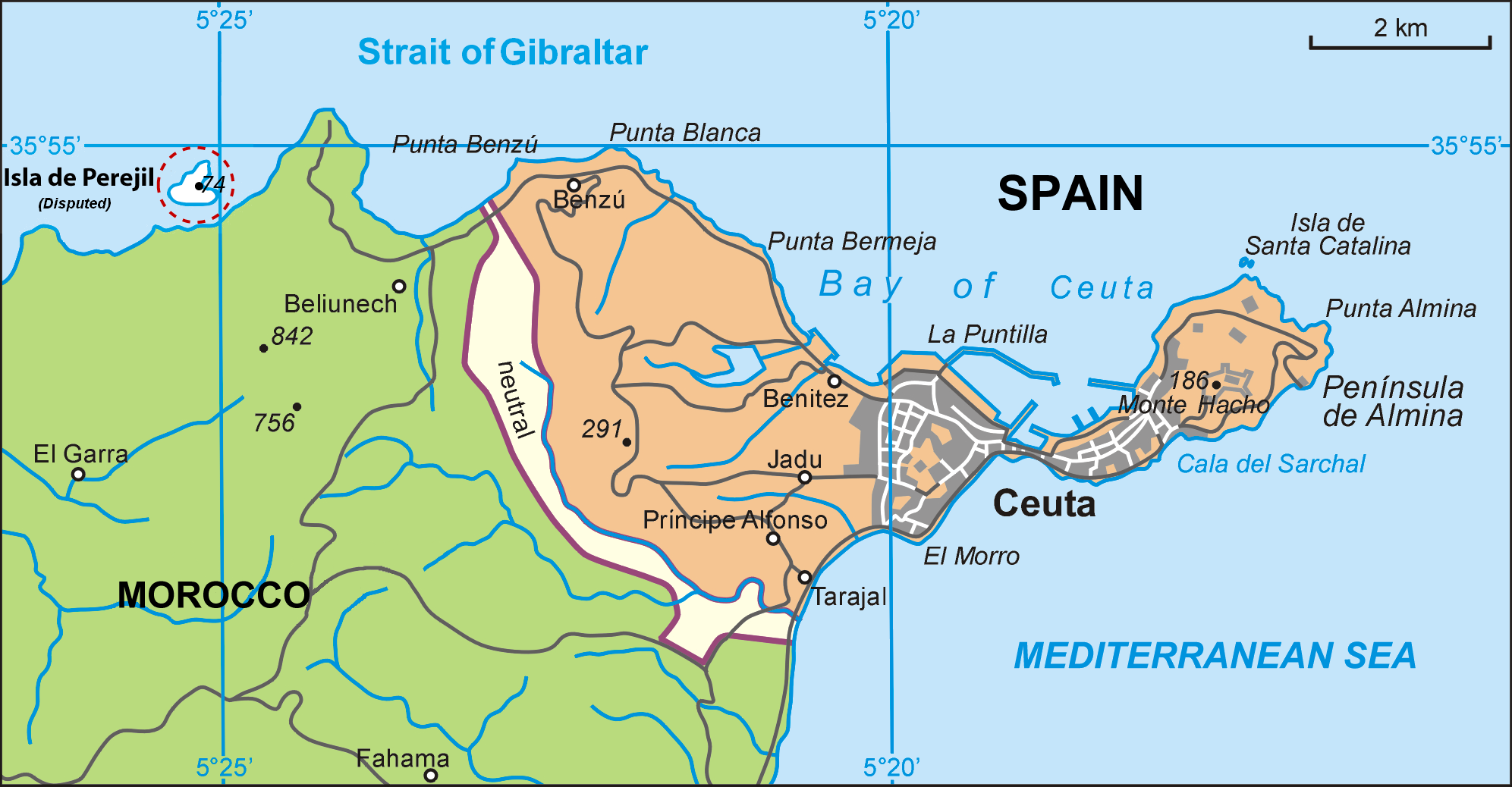
Остров на карте Сеуты
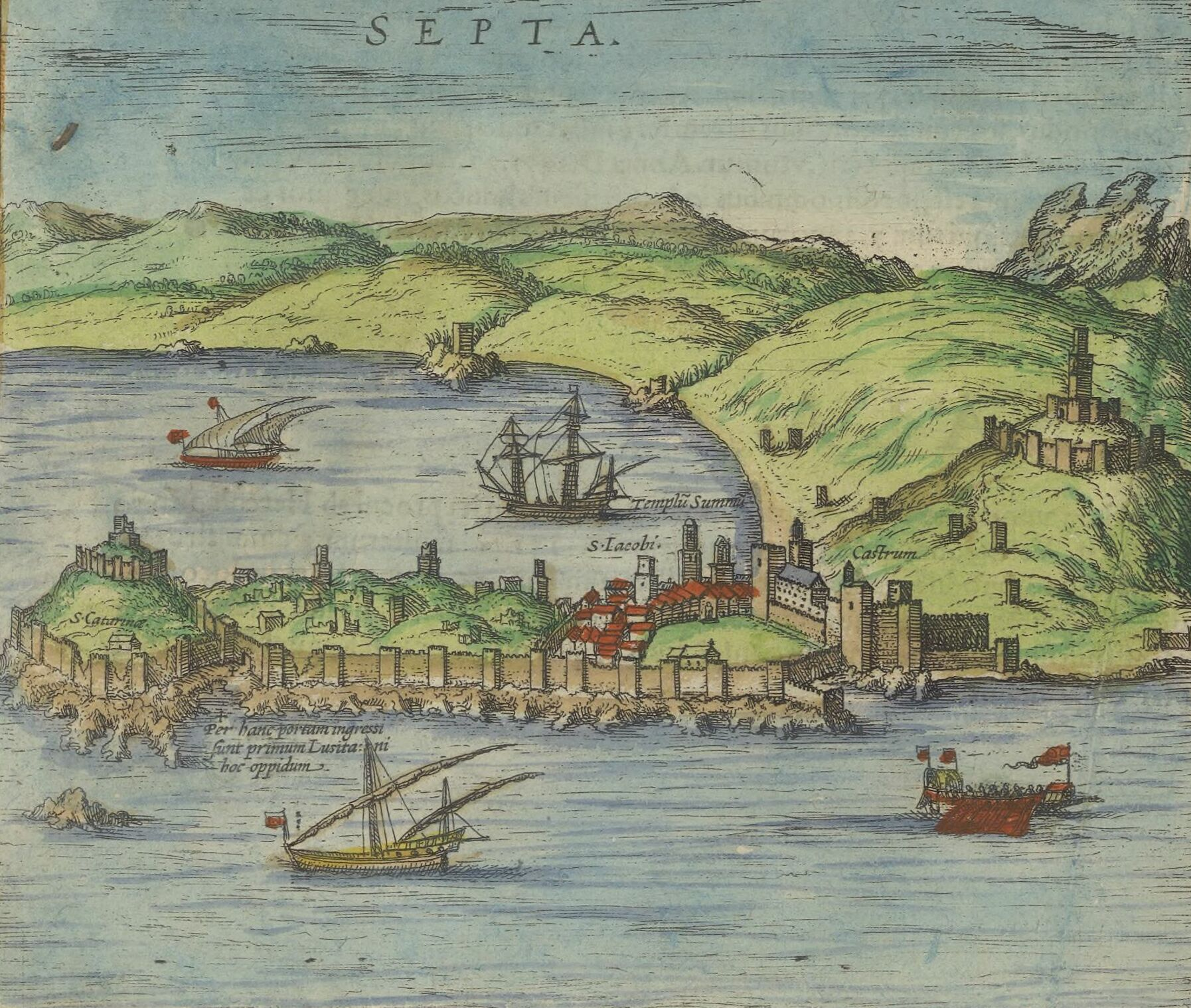
Остров на план-карте Георга Брауна и Франца Хогенберга (1572 год)
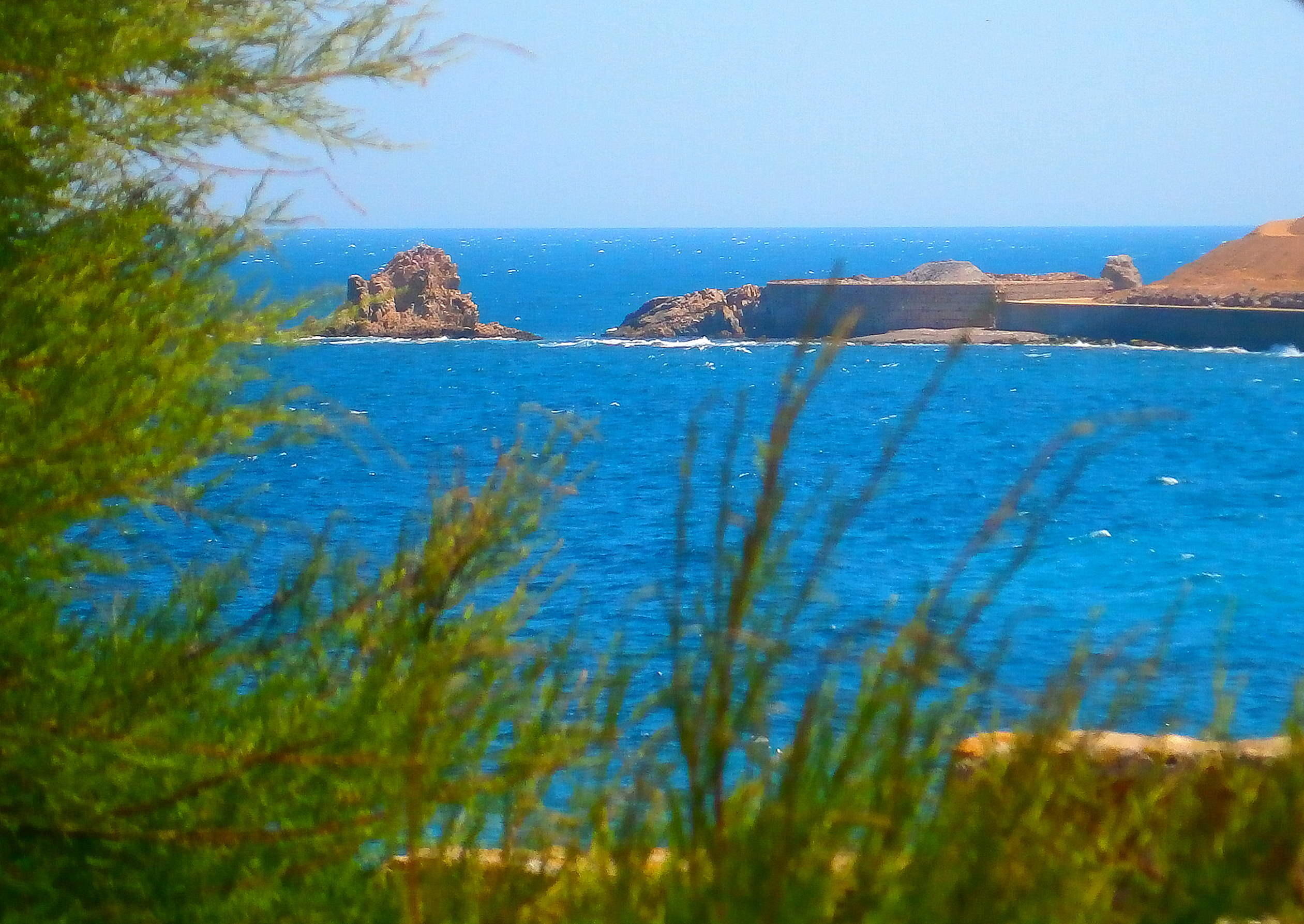
Батарея на острове с запада